# Cursorius cursor
El corredor sahariano (Cursorius cursor) es una especie de ave caradriforme de la familia Glareolidae.

## Distribución
Es una especie característica de ambientes áridos subdesérticos, cuya principal área de distribución mundial la constituye la banda del Sahel y la península de Arabia. De manera más discontinua, también existen núcleos reproductores en áreas al norte del desierto del Sáhara, incluidas biogeográficamente dentro de la región Paleártica Occidental.
En la península ibérica existen algunas citas homologadas, predominantemente primaverales, costeras y meridionales, incluyendo un caso confirmado de reproducción en Almería durante 2001.
Las islas Canarias acogen una significativa población residente de corredor sahariano, concentrada en su práctica totalidad en Lanzarote y Fuerteventura. No obstante, en el pasado también fue localmente abundante en el sur de Gran Canaria, pero terminó por extinguirse hacia finales del siglo XX, debido a la alteración o completa eliminación de las áreas semiestepáricas de esta isla. En Tenerife no hay pruebas fehacientes de su presencia como reproductor, aunque la especie es un visitante relativamente habitual de las zonas más áridas del sur de la isla.
Es un migratorio parcial, con individuos invernantes en la India, Arabia y el margen meridional del Sahara; es raro que se desplace hacia el norte de su área, pero se ha citado en latitudes tan septentrionales como Finlandia, Irlanda o Gran Bretaña.

## Comportamiento
Es un ave especializada cuyas patas han perdido el cuarto dedo trasero, lo que le facilita la carrera. Esto no impide que pueda volar e incluso realizar grandes migraciones estacionales. Sociable, vive en grupos; cuando está intranquilo se pega al suelo camuflándose con el terreno con su color beige-pardo característico. Se alimenta de insectos, caracoles, lagartijas.

## Reproducción

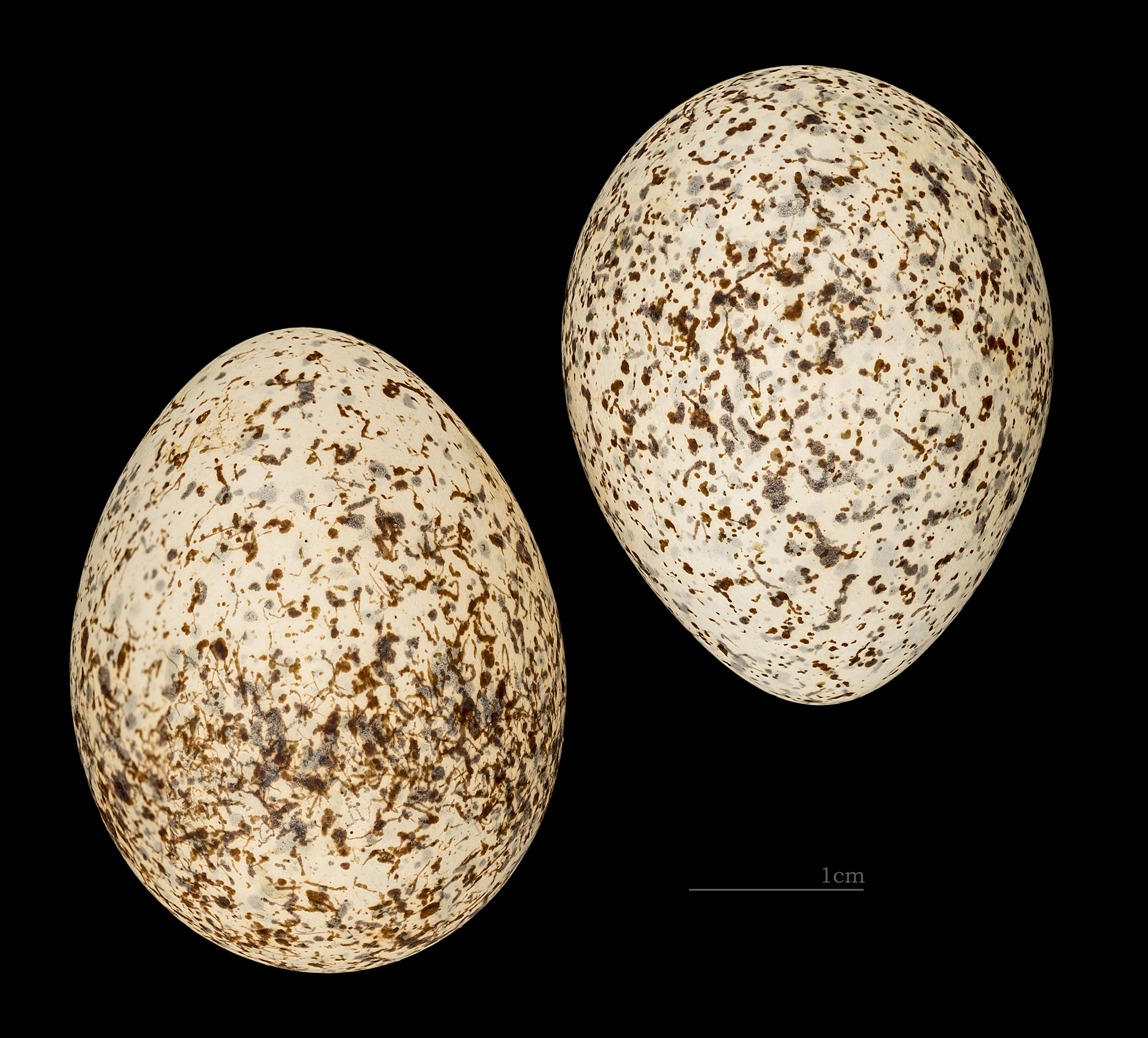
Huevos de Cursorius cursor

El corredor sahariano no hace nido. Sobre el terreno pone una puesta de dos o tres huevos que alcanzarán como adultos un tamaño similar o algo mayor al de un mirlo.

## Subespecies
Se reconocen las siguientes subespecies de:
- Cursorius cursor bogolubovi Zarudny, 1885
- Cursorius cursor cursor (Latham, 1787)
- Cursorius cursor exsul Hartert, 1920